# Jean Cugnot
Jean Cugnot (3. august 1899 i Paris - 29. juni 1933 smst) var en fransk cykelrytter som deltog i OL 1924 i Paris.
Cugnot blev olympisk mester i cykling under OL 1924 i Paris. Han vandt i disciplinen tandem sammen med Lucien Choury.
Han vandt også en bronzemedalje i cykling under samme OL i Paris. Han kom på en tredjeplads i disciplinen sprint.